# Henning Schlüter (Münzmeister)
Henning Schlüter (* vor 1625 in Goslar; † 1672 in ebenda) war ein deutscher Münzmeister und Münzwardein.

## Leben

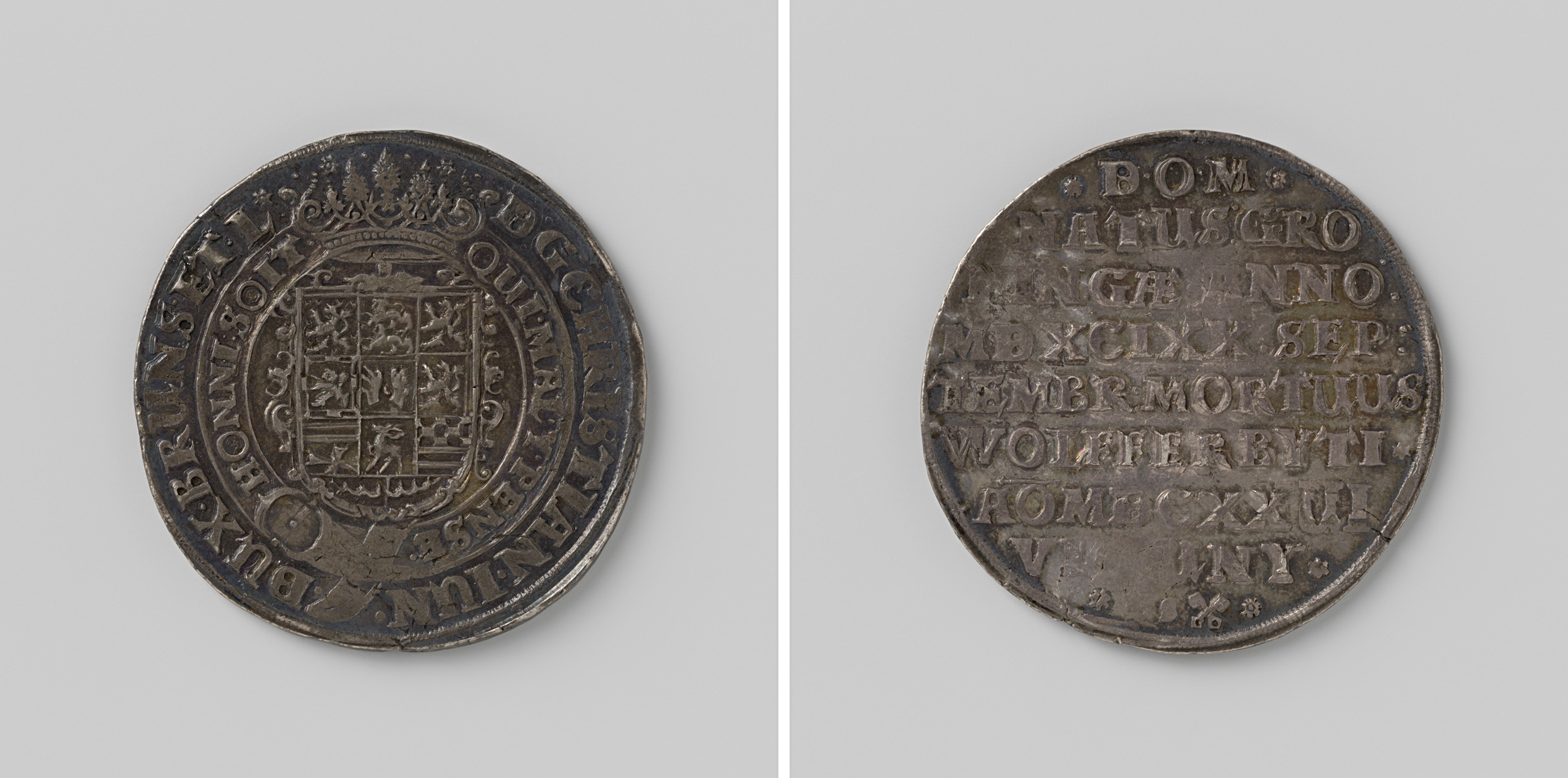
Medaille Schlüters von 1626 auf den Tod von Herzog Christian von Braunschweig-Wolfenbüttel

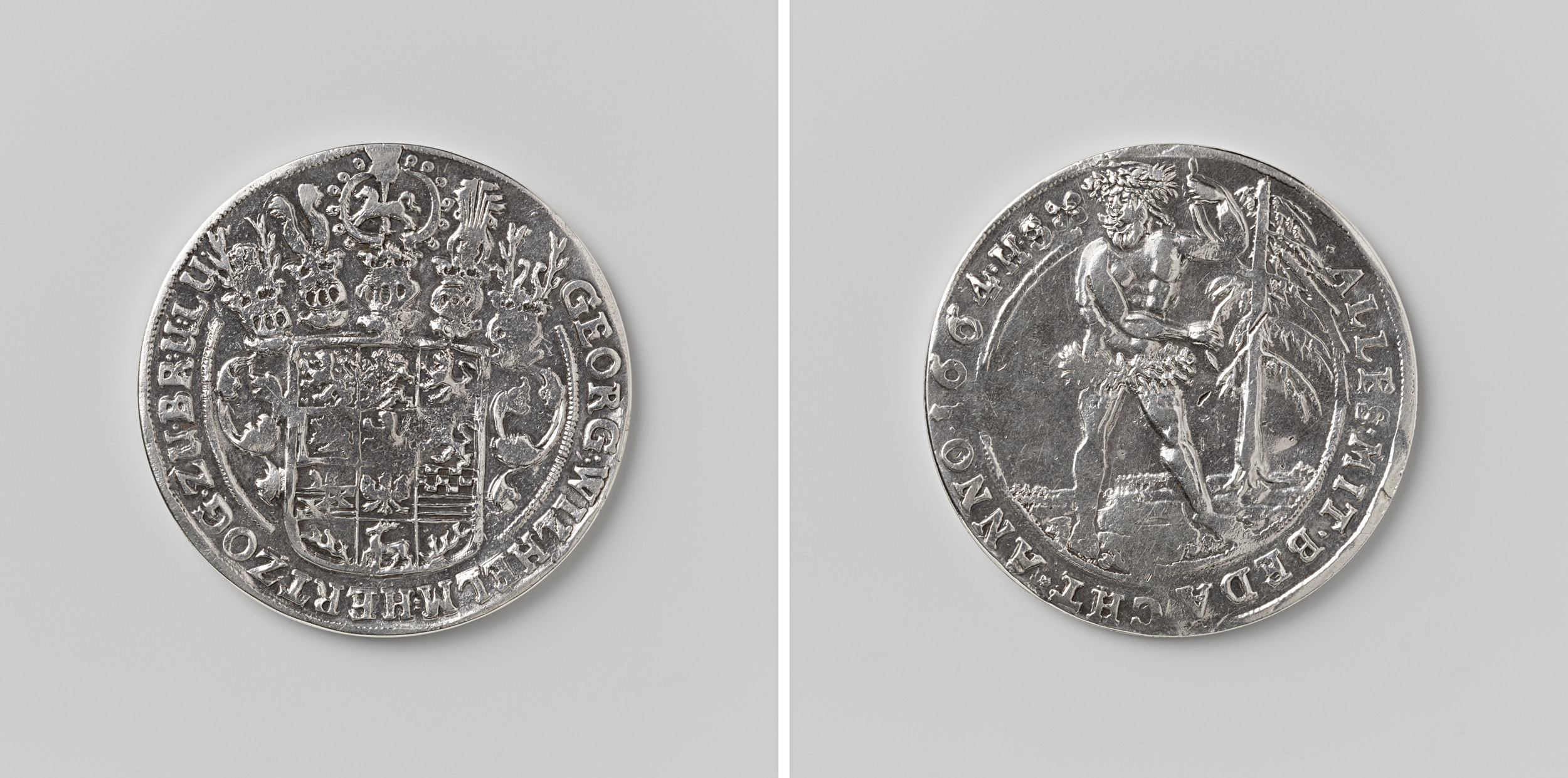
1664 datierter Thaler aus Silber unter Herzog Georg Wilhelm von Braunschweig-Lüneburg

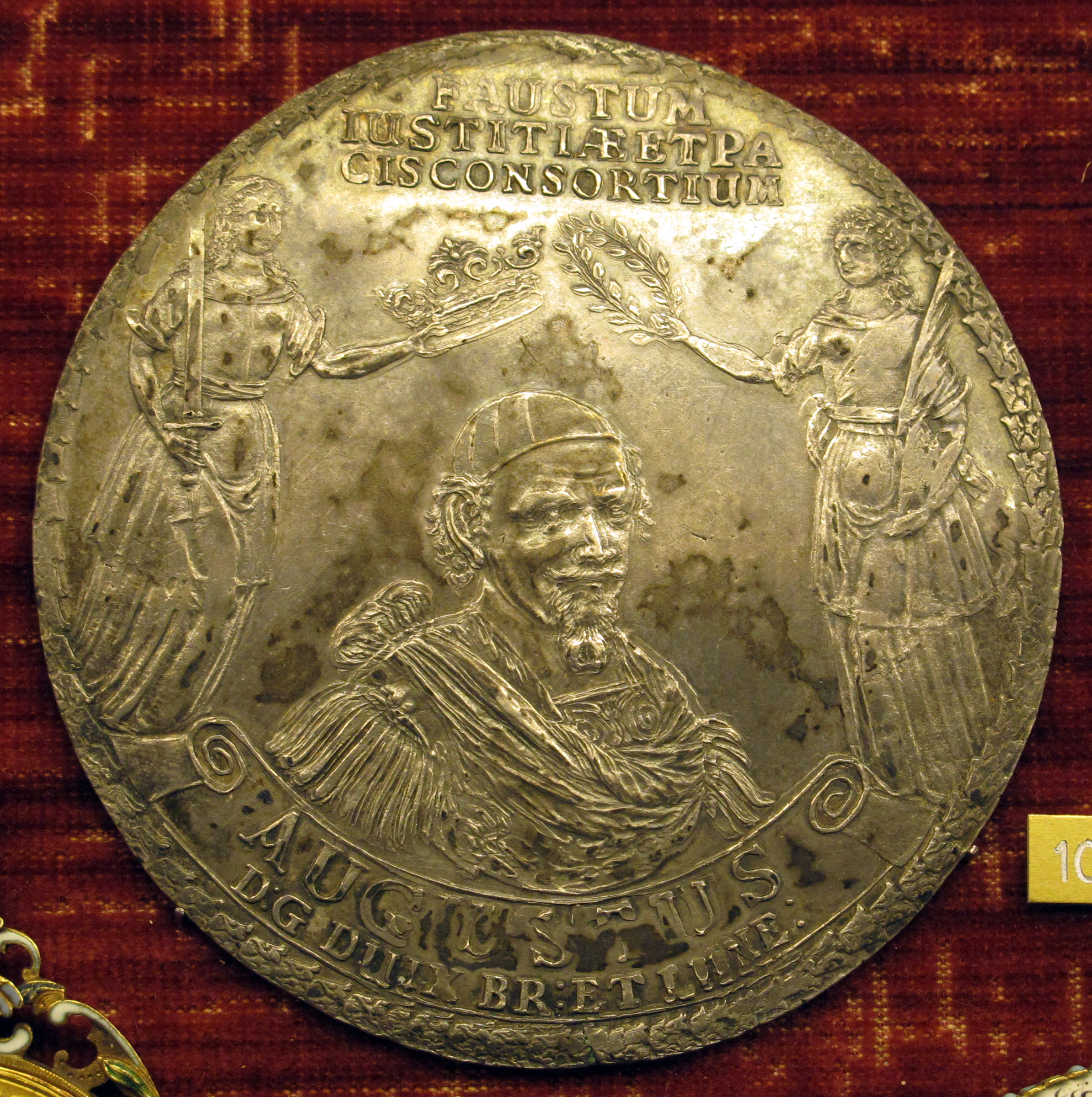
Medaille von 1666 auf Herzog August von Braunschweig-Wolfenbüttel

Henning Schlüter entstammte einer Goslarer Familie; sein gleichnamiger Großvater war von 1588 bis 1609 Bürgermeister in Goslar. Um das Jahr 1600 besaß Schlüter ein Anwesen in der dortigen Kornstraße.
Nachdem Schlüter den Beruf des Münzers erlernt hatte, wirkte er zunächst als Sachsen-Altenburgischer Wardein zu Saalfeld.
Als Nachfolger von Hans Laffers wurde Schlüter laut dem Wolfenbütteler Archiv mitten im Dreißigjährigen Krieg mittels Reskript vom 10. August 1625 „auf einen Versuch und eine Zeitlang“ zum Herzoglich Braunschweig-Lüneburgischen Münzmeister für die Münzstätten Goslar und Zellerfeld bestellt. Offensichtlich begann er seine Tätigkeit zunächst in 1625 in Zellerfeld und erst 1626 auch in Goslar.
Am 21. Februar 1626 schloss er die Ehe mit Dorothea Susanne Eckhart (* 27. November 1608, † 12. Januar 1670), Tochter des sächsisch-altenburgischen Kammerherrn Martin Eckhart und der Anna Kronenberg.
Trotz seines ursprünglichen Arbeitsvertrages auf Probe wirkte Schlüter schließlich als Münzmeister an beiden Münzstätten bis zu seinem Tode im Jahr 1672.
Schlüters Münzmeisterzeichen auf den von ihm geprägten Münzen bildet in der Regel das Monogramm aus den Buchstaben H. S., die üblicherweise durch zwei sich durchkreuzende Schlüssel getrennt wurden.
Nachfolger Schlüters wurde der Communion-Münzmeister Julius Philipp Eisendrath.